# CD Matola
Clube Desportivo da Matola, kurz CD Matola, ist ein mosambikanischer Sportverein mit Sitz im Ortsteil Matola von Maputo. Besonders bekannt ist der Verein durch seine Fußballabteilung, die aktuell in der  zweithöchsten Spielklasse des Landes spielt.

## Geschichte
Der Verein wurde am 2. Mai 1954 in Matola, einem Ortsteil der mosambikanischen Hauptstadt Maputo, gegründet. 1984 gewann der Verein mit der Taça de Provincia Maputo seinen ersten größeren Titel und konnte diesen ein Jahr später verteidigen. 2003 wurde CD Matola mit 5 Punkten Vorsprung Meister in der zweitklassigen Maputo Provincia und der Verein stieg erstmals in die Moçambola auf. In der Saison 2004, der ersten Erstliga-Saison, holte Clube Desportivo Matola in 22 Ligapartien 21 Punkte und stieg auf den zwölften und letzten Tabellenplatz in die Segunda Divisão ab. Bis heute spielt der Verein in der mosambikanischen Zweiten Liga und erreichte 2023 die Aufstiegsrunden. CD Matola wurde in Gruppe B, gemeinsam mit UD de Zavala, CD Estrela Vermelha und Ferroviário Gaza zugelost. Nach Beendigung der Gruppenphase wurde der Verein Gruppensieger und spielte im Entscheidungsfinale um den Aufstieg in die Moçambola 2024. Dort verlor Matola gegen Brera Tchumene FC mit 1:0.

## Frauenfußball-Mannschaft
Im Frauenfußball ist der Verein aus Matola ebenfalls aktiv. 2012 stieg das Team in die Zweitliga auf und 2022 war es erstmals Teil der Mozambican Primera División femenina, der höchsten Spielklasse des Landes im Frauenfußball.

## Erfolge
- Mosambikanischer Zweitligameister: 2003
- Taça de Provincia Maputo-Sieger (8): 1984, 1985, 2002, 2003, 2018, 2022[6], 2024[7]

## Stadion
Die Heimspielstätte ist das Estádio da Matola, mit einer Kapazität von 3000 Zuschauern.